# テレビがくれた夢
『テレビがくれた夢』（テレビがくれたゆめ）はTBSチャンネル1・2で随時放送されているインタビューの番組である。
同番組は、TBSテレビ（前身のラジオ東京・東京放送時代も含む）で制作されているドラマやバラエティー番組を数多く手がけた演出家、構成作家などにスポットを当て、ヒット作品を生み出すまでの様々な工夫や、演出家らと芸能人との交友録などを通して、その名作に隠された様々な裏話を披露する。インタビュアーはTBSテレビの女性アナウンサーが務めている。

## 放送された人物

### 2012年制作
- 石井ふく子
- 大山勝美
- 柳井満

### 2013年制作
- 桂邦彦
- 遠藤環
- 山田修爾
- 飯島敏宏
- 鴨下信一
- 山田太一（2回シリーズ）
- 橋田寿賀子（2回シリーズ）
- 貴島誠一郎×佐野史郎（2回シリーズ）
- 青柳脩

### 2014年制作
- 堀川とんこう（2回シリーズ）
- 堤幸彦（3回シリーズ）
- 市川哲夫（3回シリーズ）
- 八木康夫（3回シリーズ）

## インタビュアー
- 木村郁美
- 山内あゆ
- 久保田智子
- 小林悠
- 高畑百合子